# سیارک ۱۶۲۴۷
سیارک ۱۶۲۴۷ (به انگلیسی: 16247 Esner، نامگذاری:2000HY11) شانزده هزار و دویست و چهل و هفتمین سیارک کشف شده‌است که در ۲۸ آوریل ۲۰۰۰ کشف شد.
قدر مطلق سیارک برابر ۱۲.۹ است.